# Cấu trúc toán học
Trong toán học, một cấu trúc trên một tập hợp (hoặc tổng quát hơn là trên một kiểu) là một hệ thống các đối tượng toán học được gắn kết với tập hợp đó theo một cách nhất định. Cấu trúc này giúp tập hợp trở nên dễ hình dung, thuận lợi hơn trong việc nghiên cứu, hoặc mang lại ý nghĩa và tầm quan trọng cụ thể cho tập hợp.
Danh sách các kiểu cấu trúc bao gồm độ đo, các cấu trúc đại số (các nhóm, các trường, v.v.), tô pô, không gian mêtric (hình học), tính thứ tự, tập hợp tương đương, và các cấu trúc vi phân.
Đôi khi, một tập được cung cấp đồng thời nhiều hơn một cấu trúc; điều này cho phép các nhà toán học nghiên cứu nó đầy đủ hơn. Ví dụ, một sắp thứ tự trên tô pô. Một ví dụ khác, nếu một tập hợp có một cấu trúc tô pô và là một nhóm, và hai cấu trúc này có quan hệ với nhau theo một cách nhất định nào đó, tập hợp này sẽ trở thành nhóm tô pô.
Đôi khi, một tập hợp có thể mang nhiều cấu trúc đồng thời, giúp các nhà toán học nghiên cứu nó một cách toàn diện hơn. Ví dụ, một sắp thứ tự trên một tô pô. Trong trường hợp khác, nếu một tập hợp có cấu trúc tô pô và là một nhóm, và hai cấu trúc này tương tác với nhau theo một cách cụ thể, thì tập hợp đó sẽ trở thành nhóm tô pô.
Các ánh xạ giữa các tập hợp bảo tồn tính cấu trúc đóng vai trò quan trọng trong nhiều lĩnh vực toán học. Chúng mô tả sự tương ứng giữa các cấu trúc trong không gian và đảm bảo rằng cấu trúc trong một miền được ánh xạ đúng vào một cấu trúc tương ứng trong codomain. Ví dụ tiêu biểu gồm các phép đồng cấu trong đại số (bảo tồn cấu trúc đại số), các phép homeomorphisms trong topo học (bảo tồn cấu trúc không gian), và các vi phôi trong lý thuyết vi phân (bảo tồn cấu trúc vi phân).

## Ví dụ các số thực
Tập hợp các số thực là một cấu trúc chuẩn với các đặc trưng rõ rệt trong nhiều lĩnh vực toán học, bao gồm thứ tự, đại số, độ đo, hình học và tô pô.
1. Tính thứ tự: Các số thực có tính thứ tự hoàn chỉnh, nghĩa là mỗi cặp số thực bất kỳ đều có quan hệ nhỏ hơn hoặc lớn hơn, tạo nên một trật tự tuyến tính.
2. Cấu trúc đại số: Các số thực tạo thành một trường, trong đó phép cộng và phép nhân thỏa mãn các tính chất đại số cơ bản như kết hợp, phân phối và có phần tử đơn vị (0 và 1).
3. Độ đo: Khoảng cách giữa hai số thực có thể được đo bằng các khái niệm như giá trị tuyệt đối. Mở rộng hơn, ta có thể dùng độ đo Lebesgue để đo lường các tập con trong không gian thực.
4. Hình học: Trên không gian các số thực, ta có thể trang bị một metric phẳng (chẳng hạn, khoảng cách Euclid) và cấu trúc vi phân, cho phép nghiên cứu các đối tượng hình học trong không gian thực.
5. Tô pô: Tập hợp các số thực được trang bị cấu trúc tô pô với các tập mở, cho phép nghiên cứu tính liên tục và các đặc tính hình học khác.

Mối quan hệ giữa các cấu trúc này là chặt chẽ:
- Cấu trúc thứ tự và cấu trúc độ đo cùng nhau cảm sinh ra cấu trúc tô pô của các số thực.
- Cấu trúc thứ tự và cấu trúc đại số tạo thành một trường có thứ tự, trong đó phép cộng và phép nhân tuân thủ trật tự.
- Cấu trúc đại số và cấu trúc tô pô kết hợp với nhau hình thành một nhóm Lie, một kiểu nhóm tô pô có cấu trúc vi phân đặc biệt.

## Xem
- Cấu trúc (Logic toán học)
- Đại số trừu tượng
- Cấu trúc trừu tượng